# Brachiaria lorentziana
Brachiaria lorentziana là một loài thực vật có hoa trong họ Hòa thảo. Loài này được (Mez) Parodi mô tả khoa học đầu tiên năm 1969.